# Hôtel Nantes
Hôtel Nantes est l'une des œuvres éphémères de la manifestation d'art contemporain Estuaire 2007 Nantes-Saint-Nazaire, œuvre de Tatsu Nishi.
Le principe de l'œuvre était de construire une chambre d'hôtel autour de la fontaine de la place Royale. La fontaine faisait ainsi partie du mobilier de la chambre. Il était possible de passer une nuit à Hôtel Nantes, pour 60 €.

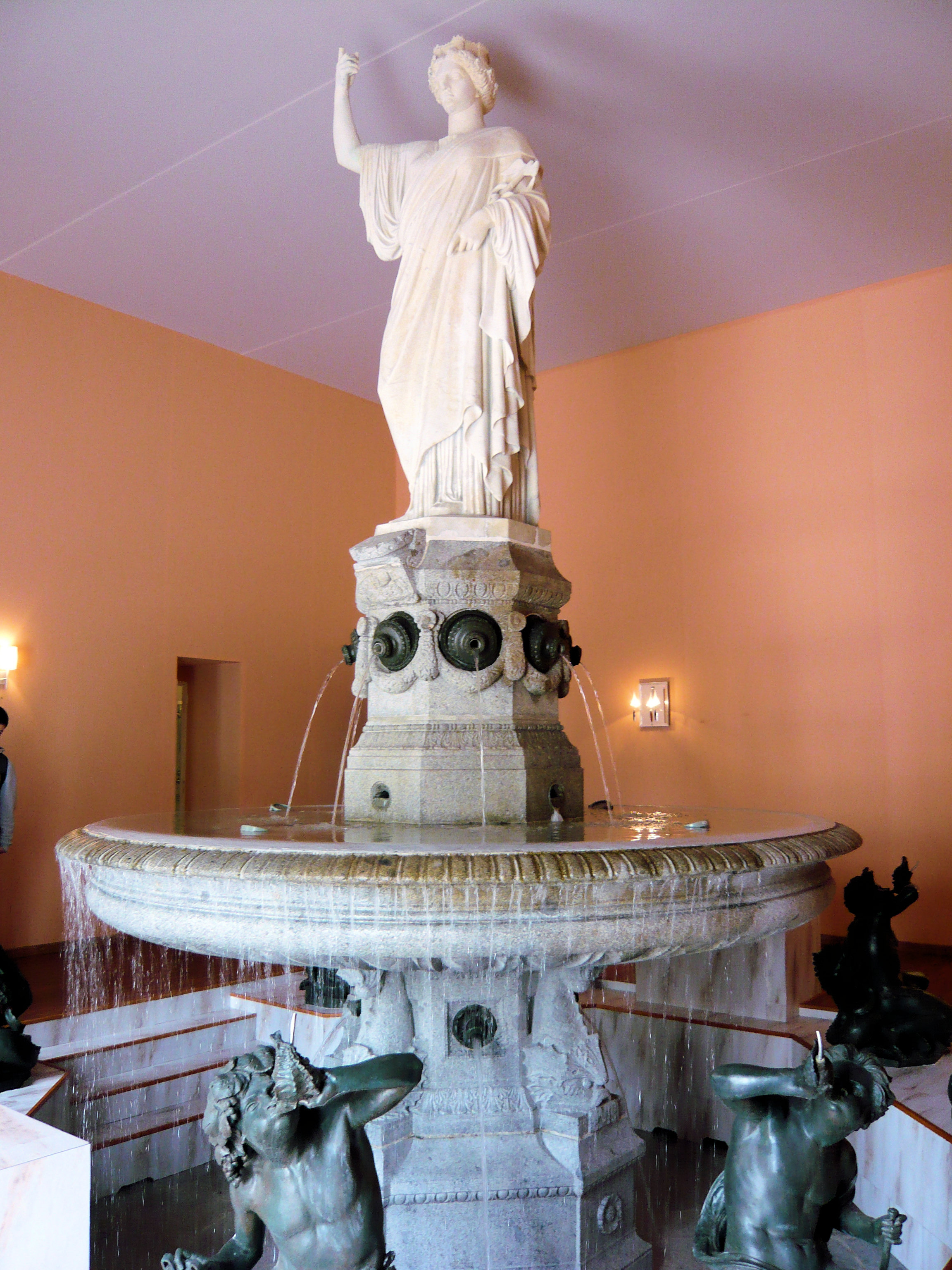
Hôtel Nantes - Vue intérieure